# Final Fantasy VII
Final Fantasy VII (ファイナルファンタジーVII?, Fainaru Fantajī Sebun) è un videogioco di ruolo giapponese pubblicato nel 1997 da Square per PlayStation e portato in seguito anche su PC con sistema operativo Microsoft Windows, Xbox One, PlayStation 4, Nintendo switch e distribuito digitalmente tramite i servizi Xbox Live, PlayStation Network, Nintendo eShop e Steam. Inoltre, una riedizione per dispositivi Android e iOS è stata resa disponibile esclusivamente in Giappone attraverso il servizio di streaming "Dive In" nel 2014.
Non considerando spin-off, come Mystic Quest, Final Fantasy VII è stato il primo capitolo della serie realizzato in computer grafica 3D, con personaggi completamente renderizzati su sfondi pre-renderizzati, e il primo ad essere distribuito anche in Europa e Australia. Il gioco mantenne inoltre lo stesso titolo sia in Giappone che in Nord America, a differenza di Final Fantasy IV e Final Fantasy VI, che nella loro prima edizione nordamericana vennero rinominati Final Fantasy II e Final Fantasy III, poiché il secondo, terzo e quinto titolo della serie all'epoca non vi erano stati esportati. La versione nordamericana, europea ed australiana per PlayStation è stata pubblicata dalla Sony Computer Entertainment, mentre l'edizione per PC dalla Eidos Interactive.
La trama di Final Fantasy VII ruota attorno alle vicende del protagonista, Cloud Strife, un mercenario che farà parte inizialmente di un'organizzazione di ecoterroristi chiamata AVALANCHE, intenzionata a fermare le malvagie attività della compagnia Shinra. Con il progredire della storia, però, il gruppo di Cloud rimarrà coinvolto in un conflitto di proporzioni inaspettate, arrivando a scontrarsi con il leggendario SOLDIER Sephiroth, l'antagonista principale del videogioco.
Final Fantasy VII è stato diretto da Yoshinori Kitase, scritto da Kazushige Nojima in collaborazione con Kitase e prodotto da Hironobu Sakaguchi. Le musiche sono state composte da Nobuo Uematsu, mentre il character designer di lunga data, Yoshitaka Amano, venne sostituito da Tetsuya Nomura, il quale aveva già ideato alcuni personaggi di Final Fantasy VI.
Preceduto da un'ampia campagna pubblicitaria, Final Fantasy VII ha goduto di un enorme successo commerciale, di critica e di pubblico, arrivando a vendere più di 10 milioni di copie in tutto il mondo e diventando così il titolo della serie più venduto e uno dei giochi di ruolo più diffusi in assoluto. È stato elogiato ai tempi per la sua grafica, colonna sonora e storia, ma criticato principalmente per la scarsa localizzazione inglese e una modalità di gioco estremamente lineare e poco innovativa nel panorama della saga. È stato retrospettivamente riconosciuto come il gioco che ha reso popolare l'intero genere al di fuori del Giappone e del Nord America, ed è stato spesso inserito in classifiche riguardanti i migliori videogiochi di tutti i tempi. La popolarità del titolo ha portato Square Enix a produrre una serie di prequel e sequel sotto il nome collettivo di Compilation of Final Fantasy VII, che hanno però ricevuto recensioni generalmente miste e, in alcuni casi, persino negative.

## Trama

### Ambientazione
L'ambientazione del gioco è simile a quella di Final Fantasy VI, in quanto si tratta di un mondo in cui la tecnologia è molto più avanzata rispetto ai primi cinque capitoli della saga. Nel complesso, lo sviluppo tecnologico e la società si approssimano ad un ambiente industriale o post-industriale con elementi fantascientifici.
Mako è la principale fonte energetica dell'intero mondo. Presente in elevatissime quantità verso il centro della terra, essa viene estratta e lavorata tramite degli appositi reattori e immagazzinata in strutture perlopiù sferiche chiamate Materia, spesso capaci di conferire poteri magici e abilità sovrannaturali ai personaggi. In realtà Mako è anche la fonte energetica del pianeta stesso. Esso infatti si basa sul flusso continuo del Lifestream, che circola nel pianeta e lo mantiene in vita. L'estrazione incontrollata e sempre più in aumento di Mako pregiudica il fabbisogno necessario alla sopravvivenza del pianeta.
Il mondo di Final Fantasy VII, denominato dai personaggi del gioco "Il Pianeta" ma chiamato retroattivamente "Gaia", è composto da tre continenti principali. Quello orientale ospita la città di Midgar, una metropoli industriale che serve come la capitale e sede del quartier generale della Shinra Electric Power Company, il governo mondiale di Gaia. Altri luoghi del continente orientale sono Junon (un'importante base militare della Shinra), Fort Condor (una fortezza con un enorme condor che copre un reattore Mako), un ranch dove è possibile allevare e utilizzare i Chocobo e Kalm, una piccola città ispirata all'Europa medievale.
Il continente occidentale ospita invece il Gold Saucer (un parco dei divertimenti con la prigione di Corel sottostante), Costa del Sol (una località balneare), Gongaga (una piccola città con i resti di un reattore Mako distrutto), Nibelheim (una città che risiede alla base del Monte Nibel), Rocket Town (la postazione di un lancio fallito del razzo che avrebbe dovuto raggiungere lo spazio della Shinra) e Cosmo Canyon, la cui tribù sottolinea l'importanza di vivere in armonia con la natura dedicandosi al benessere del pianeta. Wutai, un villaggio ispirato alla Cina e al Giappone premoderno, è situato su una grande isola del continente occidentale.
Il continente settentrionale è un territorio glaciale, e i suoi pochi insediamenti includono Bone Village (un sito di scavo), Icicle Inn (una località sciistica), la mitica Città degli Antichi e il Cratere Nord, dove ha luogo il climax del gioco. Ci sono anche luoghi raggiungibili soltanto tramite il sottomarino, come un aereo da trasporto affondato della Shinra o la Caverna di Lucrecia.

### Storia

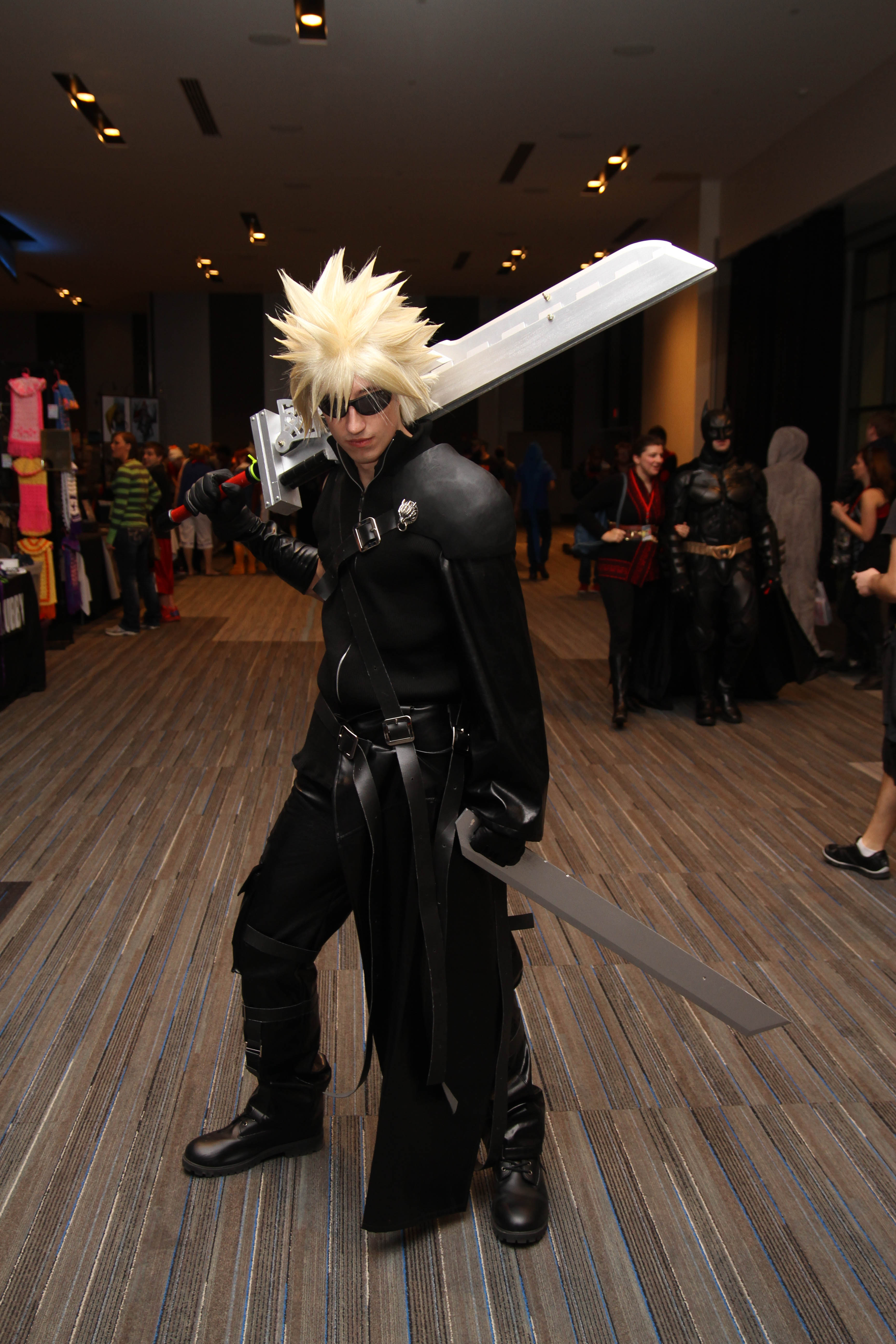
Un cosplay di Cloud Strife, il protagonista del gioco

Il gioco inizia con Cloud Strife, un mercenario che aiuta il gruppo ecoterrorista AVALANCHE in un attacco contro i reattori Mako che circondano la città di Midgar, governata dalla Shinra. Barret, il leader del movimento, ritiene che l'energia Mako che i reattori consumano sia in realtà la linfa vitale del pianeta e che la Shinra stia quindi uccidendo lentamente Gaia. Anche se la prima missione ha successo, AVALANCHE subisce un'imboscata durante l'incursione nel reattore successivo e, a causa di un'esplosione, Cloud precipita verso i bassifondi di Midgar. Viene trovato da Aerith e, spinto dall'arrivo dei Turks che hanno intenzione di catturare la giovane fioraia, Cloud la difende dall'assalto e scappano insieme. Nel frattempo, la Shinra rileva la posizione del nascondiglio di AVALANCHE nel settore 7 e di conseguenza lo distrugge, uccidendo l'intera popolazione di quella zona. I Turks riescono anche a catturare Aerith, che si rivela essere l'ultima superstite dei Cetra, un'antica tribù che riuscì a entrare in perfetta sintonia con il pianeta. Il presidente Shinra e il professor Hojo credono che Aerith sia la chiave per raggiungere la "Terra Promessa", una landa che la compagnia vede come una fonte abbondante di Mako. Cloud, Barret e Tifa s'infiltrano nella Shinra allo scopo di salvare Aerith e, durante la ricerca della ragazza nei vari piani dell'enorme struttura, scoprono un esemplare semplicemente etichettato come "Jenova". Accompagnato da Red XIII, il gruppo riesce a salvare Aerith, ma viene subito catturato dai Turks e imprigionato all'interno dell'edificio. Al mattino, però, il gruppo trova le loro celle aperte e scopre che gran parte del personale, tra cui il presidente Shinra, è stato ucciso dal soldato leggendario che tutti ritenevano morto, Sephiroth, il quale ha inoltre rubato l'esemplare Jenova.
Mentre il figlio del presidente, Rufus Shinra, assume il totale controllo della società, il gruppo lascia Midgar e insegue Sephiroth per tutto il pianeta. Cloud, essendo stato in passato nella prima classe di SOLDIER, gruppo di guerrieri d'élite della Shinra, era un commilitone dello stesso Sephiroth, il soldato migliore della compagnia elettrica. Durante un'ispezione al reattore Mako di Nibheleim (città natale di Cloud), il soldato impazzì e scatenò un incendio, distruggendo il paesino e uccidendone gli abitanti, per poi misteriosamente sparire dalla scena fino a quel momento. Cloud e gli altri incontrano numerosi alleati, tra cui Cait Sith, un gatto robotico che si rivelerà essere segretamente controllato dal Turk pentito Reeve Tuesti, Yuffie Kisaragi (una ninja adolescente), Vincent Valentine (ex membro dei Turks) e Cid Highwind, un pilota fumatore. Arrivati al Tempio degli Antichi, il gruppo incontra Sephiroth, che rivela finalmente il suo piano: se il mondo viene notevolmente danneggiato, il Flusso Vitale (Lifestream) si riunisce nel tentativo di guarire la ferita. Sephiroth intende quindi utilizzare la leggendaria Materia Nera per lanciare il temibile incantesimo "Meteor", allo scopo di provocare al pianeta enormi danni, i quali gli consentiranno di fondersi con l'energia Mako e di rinascere come un dio. Il gruppo riesce inizialmente a fermarlo ottenendo la Materia Nera, ma Sephiroth manipola Cloud, il quale non esita a donargli la leggendaria sfera magica. Mentre il gruppo si riprende dall'incontro, Aerith decide di partire e fermare Sephiroth da sola, arrivando fino alla Capitale Dimenticata. Il gruppo la segue e la trova intenta a pregare per ricevere l'aiuto del pianeta, ma viene immediatamente uccisa da Sephiroth, in una delle scene più celebri della saga. Dopo uno scontro con Jenova, Cloud e i suoi alleati continuano a inseguire Sephiroth fino al Cratere Nord. Durante il viaggio, scoprono che Jenova è in realtà una creatura interstellare che si è schiantata sul pianeta circa 2000 anni prima degli avvenimenti del gioco, la cui intenzione era quella di controllare completamente Gaia. Nel tentativo di difendersi, il pianeta creò mostri giganti chiamati Weapon. Mentre la maggior parte degli esseri umani si diede alla fuga, i Cetra riuscirono a sconfiggere Jenova e a seppellire i suoi resti che, molti anni dopo, furono rinvenuti dal professor Gast, un ricercatore della Shinra. Scambiando Jenova per una Cetra, Gast tentò di clonare la creatura, assistito da Hojo, ma poco tempo dopo, però, decise di abbandonare il progetto, mentre Hojo riuscì a sfruttare con successo il bambino che la sua assistente e madre di suo figlio, Lucrecia, portava in grembo: quel bambino era proprio Sephiroth. Circa cinque anni prima dell'inizio dell'avventura, durante la missione Shinra a Nibelheim, Sephiroth scoprì le sue terribili origini incontrando dei soggetti di test falliti di Hojo e vari rapporti delle ricerche dello scienziato nella magione Shinra del paese. Credendo erroneamente che sua madre fosse Jenova, così come che essa (e, di conseguenza, lui stesso) fosse una Cetra, decise di iniziare la sua vendetta contro coloro che riteneva averlo derubato del diritto di dominare sul Pianeta, dando alle fiamme l'intero villaggio. Cloud e Tifa lo affrontarono durante l'incendio, in seguito al quale Sephiroth scomparve del tutto, per poi fare la sua comparsa nel presente, dove il gruppo ha ora intenzione di ucciderlo per porre fine alla sua follia.
Quando Cloud e gli altri raggiungono il Cratere Nord per vendicare Aerith, vengono a sapere che Sephiroth era uno dei numerosi cloni di Jenova creati da Hojo, il soggetto che aveva risposto meglio all'iniezione delle cellule della creatura, dando vita al soldato perfetto. Raggiungendo finalmente il leggendario SOLDIER, il quale nel frattempo ha assorbito tutti gli altri suoi cloni imperfetti  (i soggetti che non avevano risposto bene come lui all'iniezione del DNA di Jenova) allo scopo di istigare una "Reunion" delle cellule dell'alieno, Sephiroth manipola ancora una volta Cloud per essere aiutato durante il lancio di "Meteor", per poi affermare che il ragazzo è in realtà anch'egli un clone imperfetto di Sephiroth, mostrandogli dei ricordi dell'incidente di Nibelheim con un soldato dai capelli neri al posto di Cloud. Sephiroth invoca "Meteor", attivando così le Weapon del pianeta, incaricate di difenderlo, e durante un terremoto Cloud è separato dai suoi compagni e cade nel Flusso Vitale. Il resto del gruppo e i Turks riescono a scappare su un'aeronave, l'Highwind, dove gli eroi vengono arrestati dalla Shinra. Dato che "Meteor" si avvicina sempre di più verso Gaia, le Weapon attaccano l'umanità nel tentativo di restituire più energia Mako possibile al Flusso Vitale, per aiutare il pianeta. La Shinra decide di proteggere la popolazione mondiale attaccando le Weapon e distruggendo "Meteor", una missione che costerà la vita della maggior parte del personale. Tifa, Barret e gli altri riescono a fuggire, trovando un catatonico Cloud in un ospedale di Mideel. Tifa rimane indietro per aiutarlo, mentre il resto del gruppo continua la lotta contro la Shinra, andando alla ricerca delle "Huge Materia". Tuttavia, un attacco da parte di Ultima Weapon al villaggio di Mideel fa precipitare Cloud e Tifa nel Flusso Vitale. Lì, la ragazza lo aiuta finalmente a ricostruire i suoi confusi ricordi e a scoprire la verità sul suo passato.
Verrà rivelato, infatti, che Cloud non è mai stato un membro dei SOLDIER, e che il soldato nelle visioni mostrate da Sephiroth al Cratere Nord era in realtà Zack Fair. Entrambi erano comunque presenti durante l'incidente di Nibelheim, dove Cloud, in veste di soldato semplice, ferì gravemente Sephiroth, il quale riuscì a sopravvivere soltanto grazie alle cellule di Jenova; Zack e Cloud, invece, furono utilizzati da Hojo per perfezionare i suoi esperimenti SOLDIER. Zack provò a scappare con Cloud, ma venne ferito fatalmente dai soldati Shinra. In punto di morte, Zack donò la sua spada a Cloud, che poi raggiunse Midgar: le aspirazioni di Cloud per far parte di SOLDIER e i ricordi di Zack si unirono, dando vita così a una falsa personalità, una sorta di autodifesa della mente di Cloud per farlo scappare dai traumatici eventi che aveva vissuto, stipando tutto nel suo subconscio, almeno fino a quel momento. Accettando tutto questo, Cloud riesce a riprendersi e scopre insieme al gruppo che Aerith, durante i suoi ultimi momenti, stava tentando di utilizzare la Materia Bianca per lanciare l'incantesimo "Holy", l'unico modo per distruggere "Meteor", e che Sephiroth impedisce a "Holy" di manifestarsi. Il gruppo decide, quindi, di fermare prima di tutto le Weapon e di sconfiggere Hojo, che si rivela essere il padre di Sephiroth, deciso ad aiutare il figlio nel suo piano apocalittico cercando di fornirgli quanta più energia Mako possibile. Dopo aver ucciso il folle scienziato, Cloud e gli altri lanciano il loro assalto finale contro il leggendario Sephiroth, che viene sconfitto dopo una serie di battaglie. Mentre "Holy" viene finalmente invocata, il gruppo scappa dal cratere, ma scopre che l'incantesimo non può ormai fare niente per fermare "Meteor", la quale si è avvicinata troppo al pianeta. Proprio quando tutto sembra perduto, il Flusso Vitale interviene e distrugge "Meteor".
Cinquecento anni dopo, Red XIII osserva con i suoi due cuccioli le rovine di Midgar, ormai ricoperte di verde, mostrando così che il pianeta è finalmente guarito.

## Modalità di gioco
Proprio come i precedenti titoli della serie, Final Fantasy VII presenta tre diversi tipi di schermata di gioco: la mappa del mondo, denominata "Overworld", le mappe dei vari luoghi accessibili e la schermata di battaglia. La mappa del mondo è un modello in grafica 3D, con una versione ridotta dell'ambiente di gioco, attraverso il quale il giocatore può viaggiare a piedi, in groppa a un Chocobo, sull'aeronave o tramite altri mezzi di trasporto, esplorando villaggi, dungeon e città. Durante gli spostamenti il giocatore controlla solo il leader del gruppo, dalle dimensioni sproporzionate rispetto agli altri elementi circostanti. Nelle mappe dei luoghi accessibili, i personaggi vengono proiettati in ambienti realisticamente in scala, composti da sfondi pre-renderizzati in grafica 2D che rappresentano una varietà di aree, come villaggi o foreste. Inizialmente, il giocatore sarà in grado di esplorare soltanto la città di Midgar, ma con il progredire della storia ci si potrà spostare anche nel resto del mondo. Tale progressione è in gran parte sviluppata attraverso una serie predefinita di eventi innescati dalle azioni del giocatore nel corso del gioco, sebbene vengano utilizzate anche numerose scene cinematografiche.

Schermata di battaglia della versione per PC

La schermata di battaglia è una rappresentazione 3D di una determinata area, come l'interno di un edificio o una grotta, in cui il giocatore può comandare gli eroi nelle battaglie contro nemici controllati dalla CPU. Mentre i personaggi sono super deformed nelle mappe, i modelli presentati durante gli scontri risultano essere più realistici. Infatti, Final Fantasy VII fu il primo titolo della saga ad avere dei modelli con poligoni completamente renderizzati, piuttosto che sprite in grafica 2D. Nelle sequenze di combattimento il gioco utilizza il sistema Active Time Battle (ATB), dove bisogna prima attendere il riempimento di una barra per impartire ordini ai personaggi. A differenza dei precedenti titoli della serie, che permettevano di utilizzare fino a quattro o cinque personaggi in battaglia, Final Fantasy VII ne consente soltanto tre.
Il sistema di crescita dei personaggi di Final Fantasy VII è costruito attorno l'uso di Materia, sfere magiche composte da Mako condensato (l'energia vitale del pianeta), che vengono inserite in appositi slot di armi e armature, permettendo così ai giocatori di personalizzare le capacità del proprio gruppo facendo utilizzare ai personaggi incantesimi, invocazioni e determinate abilità speciali. Tuttavia, la maggior parte delle Materia a base di magia diminuisce anche gli attributi fisici. In più, certi tipi di sfere magiche possono essere combinate in vari modi per migliorare i loro effetti o crearne di nuovi. Anche in questo titolo è possibile utilizzare le celebri invocazioni, equipaggiabili sotto forma di Materia, e ognuna di esse presenta una sequenza d'attacco animata particolarmente elaborata. Una versione modificata degli "Attacchi della Disperazione" di Final Fantasy VI appare in Final Fantasy VII con il nome di "Limit Break": ogni personaggio giocabile è dotato di una barra che si riempie gradualmente ogni volta che subisce dei danni da parte di un avversario. Una volta riempita del tutto, il personaggio è in grado di scatenare il proprio "Limit Break", un temibile attacco speciale che infligge generalmente molti più danni rispetto alle tecniche normali, o che aiuta il gruppo in battaglia. A differenza della Materia, ogni personaggio dispone di una propria serie di "Limit Break", suddivise in quattro livelli di forza, eccezion fatta per Cait Sith, il quale ne acquisisce soltanto due.

## Personaggi

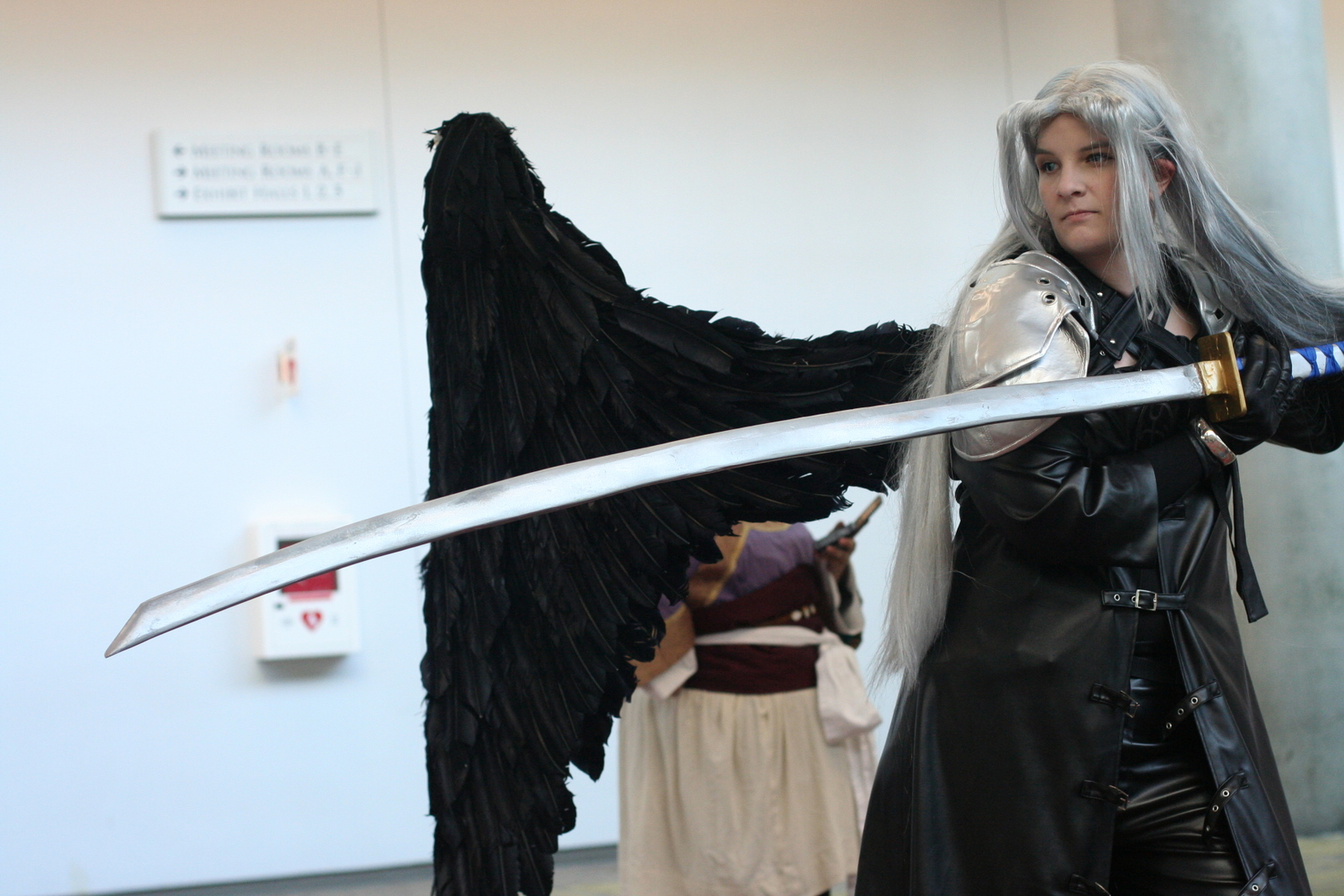
Un cosplay di Sephiroth, l'antagonista del gioco

I nove personaggi giocabili principali di Final Fantasy VII sono Cloud Strife, un mercenario asociale che sostiene di essere un ex SOLDIER di prima classe; Barret Wallace, il leader di un movimento contro la Shinra chiamato AVALANCHE; Tifa Lockhart, una ragazza praticante di arti marziali e membro di AVALANCHE, nonché amica d'infanzia di Cloud; Aerith Gainsborough, una giovane fioraia perseguitata dai Turks (unità di operazioni speciali della Shinra) sin dall'infanzia; Red XIII, una saggia creatura leonina vittima di esperimenti della Shinra; Cait Sith, un gatto robotico che cavalca una bambola di Moguri gigante animata; Cid Highwind, un pilota il cui sogno di diventare il primo uomo a raggiungere lo spazio non si è mai realizzato; Yuffie Kisaragi, una giovane ninja e abile ladra; e Vincent Valentine, un ex membro dei Turks della Shinra, vittima di terribili esperimenti avvenuti trenta anni prima dell'inizio del gioco. L'antagonista principale di Final Fantasy VII è Sephiroth, ex membro dei SOLDIER che fa la sua comparsa parecchi anni dopo quel che tutti consideravano la sua morte.
I personaggi sono stati progettati da Tetsuya Nomura. A differenza di Final Fantasy VI, il cui cast manca di un vero e proprio protagonista, Cloud venne scelto come personaggio principale del settimo capitolo sin dall'inizio dello sviluppo del gioco.
Il cast di Final Fantasy VII è stato apprezzato dalla critica. Il sito web GameSpot afferma che, nonostante non si trattassero di personaggi unici o originali, erano «le interazioni di Cloud con il suo gruppo, e in particolare con Sephiroth, che rendevano la storia davvero speciale». Thierry Nguyen di Computer Gaming World dichiara che le storie e gli sviluppi degli eroi erano molto forti, sostenendo infine che il gioco riesce a far nascere un profondo legame tra giocatori e personaggi. Simon Parkin di Eurogamer apprezzò le chiare motivazioni dei personaggi, i loro desideri e i loro difetti. RPGFan elogia generalmente il cast, in particolare Cloud, Tifa e Sephiroth, seppure sembrino descrivere certi stereotipi e archetipi poco originali dei giochi di ruolo giapponesi. Sephiroth venne nominato da IGN il miglior personaggio del gioco, mentre Cloud il più popolare dell'intera serie.

## Sviluppo

### Concezione, produzione e distribuzione
Lo sviluppo di Final Fantasy VII ebbe inizio nel 1994, subito dopo la pubblicazione del sesto capitolo, ed era stato originariamente progettato per Super Nintendo Entertainment System, ma successivamente indirizzato per Nintendo 64. Tuttavia, poiché le cartucce della console disponevano di un limitato spazio di immagazzinamento dati, Square decise infine di pubblicare il gioco per PlayStation.
Il creatore della serie Hironobu Sakaguchi aveva originariamente ideato un'ambientazione a New York nel 1999 e, come tale, lo script originale di Final Fantasy VII, che è stato scritto proprio da Sakaguchi, era completamente diverso rispetto al prodotto finito. Tetsuya Nomura ha ricordato che Sakaguchi «voleva fare qualcosa simile a un giallo». La prima parte della storia, infatti, doveva ruotare attorno a un personaggio di nome "Detective Joe", il quale era alla ricerca dei personaggi principali, dopo l'esplosione della città di Midgar. La sceneggiatura finale venne scritta da Kazushige Nojima e Yoshinori Kitase, basandosi sugli script di Nomura e Sakaguchi. Masato Kato entrò nel progetto solo molto più tardi, e riuscì a realizzare soltanto tre scene del gioco.
La maggior parte del personale di Square era all'epoca impegnata anche nello sviluppo di Chrono Trigger e, di conseguenza, la creazione di Final Fantasy VII dovette essere momentaneamente interrotta, in quanto l'altro progetto era diventato molto più significativo e complesso. Infatti, alcune idee originariamente prese in considerazione per il settimo capitolo della saga vennero utilizzate in Chrono Trigger. Altre idee, come l'ambientazione a New York e il personaggio della strega Edea, rimasero inutilizzate fino a Parasite Eve e Final Fantasy VIII, rispettivamente.
Lo sviluppo continuò nel 1995, e richiese l'impegno di circa 120 artisti e programmatori, utilizzando i software PowerAnimator e Softimage 3D. Si trattava del videogioco più costoso mai prodotto fino ad allora, con un budget di circa 45 milioni di dollari. Kitase temeva che la saga sarebbe rimasta indietro se non avesse presentato ai giocatori una piena grafica 3D come si stava iniziando a vedere in altri titoli videoludici, e la produzione cominciò dopo il completamento di una breve demo realizzata utilizzando personaggi e ambientazioni di Final Fantasy VI, sviluppata utilizzando la Silicon Graphics (SGI) allo scopo di dimostrare le potenzialità espressive della loro grafica 3D poligonale. Quest'esperimento portò il team di sviluppo ad integrare i meccanismi mostrati nella demo nel progetto di Final Fantasy VII, a quei tempi destinato a console Nintendo 64. Tuttavia, soltanto il formato CD-ROM era in grado di soddisfare le esigenze del progetto, e il settimo capitolo della serie fu infine indirizzato verso la PlayStation.
Nei primi giorni di agosto del 1996, un disco dal titolo Square's Preview venne pubblicato in Giappone insieme al gioco Tobal No.1, contenente la prima demo giocabile di Final Fantasy VII e le anteprime di altri titoli imminenti, come Bushido Blade e SaGa Frontier. La demo permetteva ai giocatori di muoversi nelle prime schermate di Midgar. Erano presenti ancora numerose differenze rispetto al gioco originale, quali Aerith come personaggio giocabile già nei primi istanti dell'avventura; inoltre la possibilità di usare le invocazioni non era ancora stata attuata. Il videogioco è uscito in Giappone il 31 gennaio 1997 in una versione non ancora del tutto perfezionata.
Sony Computer Entertainment si occupò della distribuzione del videogioco in Nord America e in Europa. L'uscita sul continente americano, datata 7 settembre 1997, fu preceduta da una massiccia campagna pubblicitaria di ben tre mesi, che consistette soprattutto nella trasmissione di brevi spot televisivi sulle reti principali, uno spot teatrale, una promozione in collaborazione con Pepsi-Cola e numerosi annunci stampati su riviste popolari, quali Rolling Stone, Details, Spin, Playboy e fumetti pubblicati da Marvel e DC Comics. Furono effettuate diverse aggiunte alla modalità di gioco della versione nordamericana, come un sistema di scambio di Materia meno complesso, frecce che indicano l'uscite dagli schermi d'esplorazione, incontri casuali con mostri meno frequenti in alcune aree e una cutscene aggiuntiva. Questi cambiamenti, oltre all'aggiunta di un quarto disco con contenuti speciali, vennero incorporati nell'edizione Final Fantasy VII International (ファイナルファンタジーVII インターナショナル?), pubblicata in Giappone il 2 ottobre 1997. In Europa il gioco fu pubblicato il 17 novembre 1997 e divenne il primo titolo della serie principale di Final Fantasy ad essere esportato sul continente.

### Design
Per la prima volta dai tempi di Final Fantasy per Nintendo Entertainment System, Sakaguchi riteneva che la modalità di gioco avrebbe dovuto avere priorità sulla storia, in quanto la principale preoccupazione del team di sviluppo era proprio l'implementazione della grafica 3D. Il passaggio dal 2D di Final Fantasy VI al 3D progettato dagli sviluppatori venne accompagnato da una maggiore concentrazione su una presentazione più realistica. Mentre le addizionali capacità di immagazzinamento dati e computer grafica permisero al team di sviluppo di realizzare più di 40 minuti di full motion video, quest'innovazione aumentò anche il notevole contrasto tra i diversi modelli dei personaggi durante le battaglie, l'esplorazione nella mappa del mondo e le cutscene in 3D. Kitase descrisse il tutto come un inevitabile «compito arduo». Il celebre character designer della serie Yoshitaka Amano era impegnato nell'apertura di mostre e laboratori artistici in Francia e a New York e ciò limitò notevolmente il suo coinvolgimento nel gioco. Di conseguenza, Tetsuya Nomura venne nominato da Sakaguchi come il sostituto di Amano, mentre quest'ultimo s'impegnò soltanto nella progettazione della mappa del mondo.
Molti dei disegni di Nomura subirono vari cambiamenti nel corso dello sviluppo. Ad esempio, il design originale di Cloud doveva essere quello di un ragazzo dai capelli neri e corti, in modo da costituire una sorta di contrasto con i lunghi e fluenti capelli argentei di Sephiroth. Nomura, tuttavia, temeva che tale mascolinità sarebbe risultata impopolare tra gli appassionati della serie, e perciò decise di cambiare l'acconciatura di Cloud rendendola appuntita e luminosa. Vincent in particolare subì numerosi cambiamenti, passando dal ruolo di ricercatore a quello di un detective, di un chimico e infine di ex membro dei Turks con un tragico passato. Nomura ha inoltre indicato che lo stile di combattimento di Cid Highwind è simile a quello della classe del Dragone di Final Fantasy III e Final Fantasy V: questo perché il suo cognome è lo stesso di due precedenti Dragoni della saga, Richard Highwind di Final Fantasy II e Kain Highwind di Final Fantasy IV.

### Colonna sonora

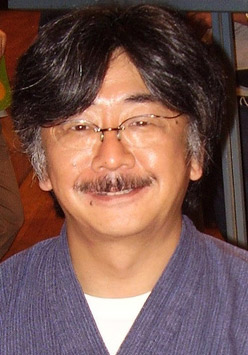
Nobuo Uematsu, compositore di Final Fantasy VII

La musica di Final Fantasy VII è stata composta, arrangiata e prodotta in poco meno di un anno da Nobuo Uematsu, che aveva lavorato come compositore anche ai sei capitoli precedenti della serie. Inizialmente, Uematsu aveva progettato di utilizzare musiche con qualità da CD Audio e brani vocali per sfruttare appieno le potenzialità audio della PlayStation, ma si accorse che ciò allungava molto i tempi di caricamento per ogni area del gioco. Invece di brani ed effetti sonori registrati, pertanto, Uematsu decise di optare per l'audio sequenziato della console, utilizzando il chip sonoro interno della PlayStation e i rispettivi file MIDI, in modo simile a come erano state implementate le tracce musicali nei titoli precedenti della serie sul Super Nintendo. Mentre lo SNES aveva otto canali audio a disposizione, la PlayStation ne aveva ventiquattro: otto erano riservati agli effetti sonori, lasciando i restanti sedici disponibili per la musica. Uematsu ha composto i brani del gioco trattandoli alla stregua della colonna sonora di un film e componendo delle musiche che riflettessero l'atmosfera emotiva delle scene in cui sarebbero state inserite, piuttosto che dar vita a delle forti melodie che "definissero il gioco", dal momento che sentiva che quest'ultimo approccio avrebbe contrastato in modo troppo forte con il nuovo aspetto 3D del gioco. Ad esempio, il brano composto per la scena della morte di Aerith Gainsborough è stato pensato per essere "triste ma bello", piuttosto che apertamente commovente. Uematsu affermò che la colonna sonora del gioco evoca una forte sensazione di realismo, che lo convinse ad evitare una musica «pazza ed esorbitante».
La prima traccia del gioco composta da Uematsu è stata il brano d'apertura; il game director Yoshinori Kitase gli mostrò la scena d'apertura e gli chiese di cominciare il progetto da lì. Il brano venne accolto positivamente nell'azienda, dando a Uematsu "il senso che sarebbe stato proprio un bel progetto". Final Fantasy VII fu il secondo gioco della serie, dopo Final Fantasy VI con Aria di Mezzo Carattere, ad includere un brano con voci digitalizzate: One-Winged Angel, la traccia musicale udibile durante lo scontro finale contro Sephiroth. Descritta dal sito web 1UP.com come «il contributo più riconoscibile di Uematsu alla musica di Final Fantasy», la traccia presenta delle parti cantate da un coro che interpreta in latino alcuni passaggi dei Carmina Burana. Ispirato da La sagra della primavera di Igor' Fëdorovič Stravinskij nel fare un brano più "classico", e dalla musica rock and roll tra gli anni 1970 e 1980 nel fare un brano orchestrale con un "impatto distruttivo", Uematsu spese due settimane a comporre brevi frammenti musicali non connessi tra di loro e poi li fuse insieme per creare One-Winged Angel, un approccio che non aveva mai utilizzato prima.
La musica di Final Fantasy VII è stata pubblicata sotto forma di diversi album. La colonna sonora del gioco è stata pubblicata da Square, tramite la sua filiale DigiCube, come un set di quattro dischi il 10 febbraio 1997 con il nome di Final Fantasy VII Original Soundtrack. È stata prodotta anche un'edizione limitata contenente dei testi illustrati nei CD. L'edizione regolare dell'album ha raggiunto il terzo posto nella classifica di Oricon in Giappone, mentre l'edizione limitata ha raggiunto il 19º posto. Complessivamente, l'album aveva venduto quasi 150 000 copie a gennaio 2010. Final Fantasy VII Reunion Tracks, un album a disco singolo di brani selezionati dalla colonna sonora originale e tre tracce arrangiate ed eseguite da un'orchestra sinfonica, è stato pubblicato separatamente il 22 ottobre 1997 da DigiCube, raggiungendo la posizione 20 nella classifica di Oricon in Giappone. Infine, a partire dal 3 dicembre 2003, è stato messo in commercio da DigiCube Piano Collections Final Fantasy VII, un disco che contiene alcune tracce del gioco riarrangiate per pianoforte. I brani sono stati arrangiati da Shirō Hamaguchi ed eseguiti da Seiji Honda; l'album ha raggiunto la posizione 228 nella classifica di Oricon.

## Accoglienza

### Critica
| Testata                           | Versione | Giudizio   |
| --------------------------------- | -------- | ---------- |
| Metacritic (media al 12-6-2015)   | -        | 92/100     |
| GameRankings (media al 12-6-2015) | PS       | 92,35%     |
| GameRankings (media al 12-6-2015) | PC       | 86,30%     |
| 1UP.com                           | -        | 10/10      |
| Electronic Gaming Monthly         | -        | 9,5/10     |
| IGN                               | -        | 9,5/10     |
| Eurogamer                         | -        | 8/10       |
| GameSpot                          | -        | 8/10       |
| RPGamer                           | -        | 8/10       |
| AllGame                           | -        | 5/5        |
| PlayStation Official Magazine     | -        | 5/5        |
| GamePro                           | -        | 4,5/5      |
| GameFan                           | -        | 100/100    |
| PC Gamer                          | -        | 90%        |
| Famitsū                           | -        | 38/40      |
| CVG                               | -        | 5/5        |
| Edge                              | -        | 9/10       |
| Game Informer                     | -        | 9.75/10    |
| OPM                               | -        | 5/5        |
| PTOM                              | -        | 5/5        |
| RPGamer                           | -        | 8/10 10/10 |

Sin dalla pubblicazione della versione originale per PlayStation, Final Fantasy VII ha ricevuto giudizi molto positivi da parte della critica, ed è ormai considerato uno dei giochi di ruolo più importanti di tutti i tempi. È stato descritto dalla rivista GameFan come «probabilmente il miglior gioco mai creato», una citazione che venne posta sul retro della copertina del gioco. GameSpot e IGN hanno lodato particolarmente la grafica rivoluzionaria, la colonna sonora e la trama. La critica ha elogiato anche la conversione del gioco per Windows, ma criticando le sue immagini di qualità notevolmente inferiore rispetto alla versione originale, e notando anche numerosi problemi sonori e di installazione. PC Gamer affermò comunque che, nonostante i suoi numerosi difetti, «Final Fantasy VII è un vincitore pure su PC».
Ricevette numerosi premi "Game of the Year" nel 1997 da parte di vari siti web e riviste. Riuscì a ottenere i riconoscimenti "Gioco d'Avventura per Console dell'Anno" e "Gioco di Ruolo per Console dell'Anno" dall'Academy of Interactive Arts & Sciences. Nella classifica di Electronic Gaming Monthly dei 100 migliori giochi di tutti i tempi, Final Fantasy VII raggiunse la 91ª posizione. In quella di IGN dei più grandi giochi di ruolo in assoluto, arrivò all'undicesimo posto, venendo definito «un gioco pieno di ricordi indimenticabili e insostituibili». Lo stesso sito nominò la morte di Aerith il miglior momento della storia videoludica. La rivista Game Informer lo piazza al quindicesimo posto nella sua classifica dei 200 migliori giochi di tutti i tempi, e al decimo in una versione aggiornata. Nella lista di GamesRadar dei 25 migliori titoli della saga, Final Fantasy VII arrivò al quinto posto, e al secondo in quella di IGN, battuto soltanto da Final Fantasy VI. GameFAQs lo ha nominato il miglior videogioco di tutti i tempi. Leviathyn lo posiziona all'undicesimo posto nella sua classifica dei 50 più grandi giochi in assoluto, mentre nella lista di MeltedJoystick dei 100 migliori titoli videoludici di tutti i tempi, raggiunse la 67º posizione.
Tuttavia, Final Fantasy VII è anche considerato da alcuni siti web (come GameSpy e Whatculture.com) uno dei giochi più sopravvalutati della storia videoludica, per via dei piccoli difetti spesso sottovalutati. Il gioco ha infatti ricevuto anche alcune critiche negative: GameSpot, ad esempio, criticò l'elevata linearità del gioco, mentre RPGamer notò i numerosi errori grammaticali della localizzazione nordamericana, i quali contribuirono a rendere alcune parti della trama del gioco molto più difficili da comprendere. IGN non ha invece apprezzato la nuova modalità di combattimento con soltanto tre personaggi, e alcune scene e animazioni del gioco vennero descritte dalla rivista Official U.S. PlayStation Magazine come «noiose e ripetitive». Nonostante questi giudizi, è tuttora considerato da IGN come uno dei migliori giochi di ruolo in assoluto.

### Vendite
Final Fantasy VII è il capitolo della serie di maggior successo commerciale, avendo venduto quasi 11 milioni di copie. È inoltre uno dei videogiochi più venduti di tutti i tempi in Giappone. Final Fantasy VII è stato quindi riconosciuto come "il gioco che ha venduto la PlayStation", contribuendo così alla crescente popolarità dei giochi di ruolo anche al di fuori del Giappone e Nord America.

## Ripubblicazioni
Nel 1998, Final Fantasy VII è stato portato su PC con sistema operativo Microsoft Windows. Questa riedizione è caratterizzata da una grafica più pulita e da una traduzione più fedele all'originale giapponese, oltre che da una modalità di gioco corretta dai suoi numerosi difetti della versione per PlayStation. Tuttavia, la versione per PC soffre a sua volta di molti altri bug e glitch, inclusi errori nella visualizzazione di alcune sequenze.
Oltre alle versioni PlayStation e PC, Final Fantasy VII ha goduto anche di un'edizione per il servizio PlayStation Network, pubblicata in Giappone il 10 aprile 2009, in Nord America il 2 giugno 2009 e in Europa e Australia il 4 giugno 2009. La versione giapponese è quella International. Final Fantasy VII da PlayStation Network è stato scaricato più di 100.000 volte durante le prime due settimane, diventando così il videogioco del servizio venduto più velocemente.
Il 4 luglio 2012, Square Enix annunciò che un'altra edizione del gioco per PC sarebbe stata pubblicata il 14 agosto dello stesso anno. Questa nuova versione presenta 36 nuovi trofei e numerose funzioni per facilitare la customizzazione e crescita dei personaggi. È stata pubblicata da DotEmu, ed è disponibile esclusivamente attraverso il negozio ufficiale di Square Enix. Il 18 dicembre 2012 la Final Fantasy VII International del 1997 è stata pubblicata nuovamente come parte del pacchetto Final Fantasy 25th Anniversary Ultimate Box. La versione per PC dell'edizione International venne messa in commercio in Giappone a partire dal 16 maggio 2013. Infine, Final Fantasy VII venne pubblicato sulla piattaforma di distribuzione digitale Steam per PC Windows il 4 luglio 2013. Una conversione di Final Fantasy VII per iOS è stata pubblicata nel 2015. Il 26 marzo 2019 è stato pubblicato su Nintendo Switch, decretando così il ritorno del brand dopo il 1994.

## Remake
Dopo anni di voci e speculazioni, l'inizio dello sviluppo di un remake ad alta definizione di Final Fantasy VII per PlayStation 4, noto come Final Fantasy VII Remake, è stato annunciato all'E3 2015. A detta di Tetsuya Nomura, il gioco sarà molto più di un semplice remake, in quanto subirà drastici cambiamenti al sistema di combattimento e alcune modifiche alla trama, ma non ci saranno nuovi personaggi. Il regista giapponese ha anche confermato che il remake offrirà un senso di realismo e una distruttibilità ambientale.